# Alainodromia
Alainodromia is een geslacht van kreeftachtigen uit de klasse van de Malacostraca (hogere kreeftachtigen).

## Soort
- Alainodromia timorensis McLay, 1998